# Fouzilhon
Fouzilhon é uma comuna francesa na região administrativa de Occitânia, no departamento de Hérault. Estende-se por uma área de 5,39 km². Em 2010 a comuna tinha 251 habitantes (densidade: 46,6 hab./km²).